# Nicola Salvi
Pour les articles homonymes, voir Salvi.
Nicola Salvi (parfois appelé Niccolò Salvi), né à Rome le 6 août 1697 et mort le 8 février 1751 dans la même ville, est un sculpteur et un architecte italien du XVIIIe siècle. Il est l'élève de Antonio Canevari avec lequel il décorera la chapelle Saint-Pierre.

## Biographie
Il est l'auteur de la fontaine de Trevi commandée par le pape Clément XII, bien que le concours que ce pape avait lui-même organisé ait été remporté par le Lorrain Lambert-Sigisbert Adam dit "Adam l'aîné".